# Пробив в Петербургското метро
Пробивът в Петербургското метро е авария на участъка между станции „Лесная“ и „Площадь Мужества“, станала на 8 април 1974 г. в резултат на разрушителното въздействие на плаващи пясъци под тунелите.
Към 1995 г. тунелите потъват критично, това налага да бъдат затворени и наводнени. Превозът на пътници в района е прекратен от 2 декември 1995 до 26 юни 2004 г. – датата на пускане в експлоатация на новия обходен тунел след неговото завършване.

## Събития
През 1970 г.
- Пробив
- Резултат

През 1990 г.
- Плаващи пясъци отново пробиват тунелите
- Наводняване на тунелите

През 2000 г.
- Ново строителство
- Хронология на строителството

## Подземни води
|  | Тази страница частично или изцяло представлява превод на страницата „Размыв_в_Петербургском_метрополитене“ в Уикипедия на руски. Оригиналният текст, както и този превод, са защитени от Лиценза „Криейтив Комънс – Признание – Споделяне на споделеното“, а за съдържание, създадено преди юни 2009 година – от Лиценза за свободна документация на ГНУ. Прегледайте историята на редакциите на оригиналната страница, както и на преводната страница, за да видите списъка на съавторите. ВАЖНО: Този шаблон се отнася единствено до авторските права върху съдържанието на статията. Добавянето му не отменя изискването да се посочват конкретни източници на твърденията, които да бъдат благонадеждни. |